# Günter Bittengel
Günter Bittengel, né le 14 juillet 1966 à Prague (Tchécoslovaquie), est un footballeur tchèque, évoluant au poste d'attaquant. Au cours de sa carrière, il évolue au Dukla Prague, au Bayer Uerdingen et à Chmel Blšany ainsi qu'en équipe de Tchécoslovaquie puis en équipe de République tchèque.
Bittengel ne marque aucun but lors de ses cinq sélections avec l'équipe de Tchécoslovaquie et l'équipe de République tchèque entre 1987 et 1995. À la suite de sa carrière de joueur, il devient entraîneur.

## Carrière de joueur
- 1985-1991 :  Dukla Prague
- 1991-1996 :  Bayer Uerdingen
- 1997-2001 :  Chmel Blšany

## Palmarès

### En équipe nationale
- 5 sélections et 0 but avec l'équipe de Tchécoslovaquie et l'équipe de République tchèque entre 1987 et 1995.

### Avec le Dukla Prague
- Vainqueur de la Coupe de Tchécoslovaquie en 1990

### Avec Chmel Blšany
- Vainqueur du Championnat de République tchèque de D2 en 1998

## Carrière d'entraîneur
- 2001-2003 : Chmel Blšany
- 2003-2004 : FK Viktoria Žižkov
- 2004-2005 : SC Xaverov
- 2005-2006 : SK Union Čelákovice
- 2006-2009 : Dukla Prague